# Kapski morski medved
Kápski môrski mêdved (znanstveno ime Arctocephalus pusillus) je vrsta morskega medveda, ki živi na južni polobli.

## Opis
Kapski morski medved je največji in najmočnejši morski medved. Ima veliko in široko glavo s koničastim gobcem, ki je lahko ravna ali obrnjena rahlo kvišku. Ima zunanje zavihano uho (pinnae), njegovi brki (vibrissae) so dolgi in lahko segajo mimo ušesa, še posebej pri odraslih samcih. Prednje plavuti so pokrite z redko dlako čez približno tri četrtine dolžine. Zadnje plavuti so kratke glede na sorazmerno veliko telo s kratkimi, mesnatimi prsti. Velikost in teža kapskega morskega medveda sta odvisni od podvrste. Južnoafriška podvrsta je v povprečju nekoliko večja od avstralske. Samci afriške podvrste (A. p. Pusillus) so dolgi 2,3 m in v povprečju tehtajo od 200 do 300 kg.  Samice so manjše, v povprečju so dolge 1,8 m in tehtajo 120 kg.  Samci avstralske podvrste (A. p. doriferus) so dolgi 2–2,2 metra in tehtajo 190–280 kg.  Samice so dolge 1,2–1,8 m in tehtajo 36–110 kilogramov.
Odrasli samci kapskega morskega medveda so temno sive do rjave barve s temnejšo kratko grivo, grobimi dlakami in svetlim trebuhom, medtem ko so odrasle samice svetlo rjave do sive s svetlim grlom, temnejše na hrbtu in trebuhu. Zadnje plavuti so temno rjave do črne. Mladiči se rodijo črni in temno sivi z bledim vratom tri do pet mesecev.

## Ekologija
Kapski morski medved živi okoli južne in jugozahodne obale Afrike od Cape Crossa v Namibiji in okoli Rta dobrega upanja do Black Rocks v bližini mesta Port Elizabeth v provinci Vzhodna Kaplandija. Avstralska podvrsta živi v Bassovi ožini, na štirih otokih zunaj Viktorije v jugovzhodni Avstraliji in na petih otokih zunaj Tasmanije. Kapski morski medved za izhod iz vode in razmnoževanje raje poišče skale na skalnatih otokih, skalnih policah in grebenih, prodnatih in balvanskih plažah. Nekatere velike kolonije je mogoče najti tudi na peščenih plažah. Večino leta preživijo v morju, vendar niso nikoli preveč daleč od obale. Našli so jih že 160 km daleč, vendar to ni pogosto.
Prehrano kapskega morskega medveda sestavlja 70 % rib, 20 % lignjev in 2 % rakovic. Je tudi druge rake, glavonožce in včasih ptice. Nekajkrat so bili dokumentirani, kako napadajo in jedo morske pse. Nedavno so  pri Cape Pointu v Južni Afriki opazili velikega samca, ki je napadel in ubil pet modrih morskih psov, dolgih med 1 in 1,4 m. Opazovalci so ugotovili, da je morski medved verjetno jedel iz želodcev ubitih morskih psov, v katerih je našel veliko rib, in tudi njihova jetra kot vir energije.  Kapski morski medved večinoma je lignje, hobotnice, ribe in jastoge. Za svojo hrano se potopi. Afriška podvrsta se lahko potopi do 204 m in je pod vodo 7,5 minute. Avstralska podvrsta na splošno išče hrano v nižjih globinah, potaplja se v povprečju 120 m globoko, lahko pa doseže tudi 200 m. 
Glavni plenilec kapskega morskega medveda je veliki beli morski pes, čeprav so plen tudi različnim drugim živalim, na primer orkam. Plenilci na kopnem so črnohrbti šakali in rjave hijene na Obali okostij v Namibiji. V False Bayu (Nepravem zalivu) morski medvedi uporabljajo številne protiplenilske strategije, saj je morje polno morskih psov, kot so:
- kopanje v velikih skupinah in nadlegovanje morskih psov v bližini;
- hitro gibanje v različnih smereh, da bi povzročili zmedo, ko so napadeni;
- s svojo večjo gibčnostjo ostanejo zunaj dosega;
- plavanje s hrbtno plavutjo, ki je zunaj dosega čeljusti morskega psa, ko napade.[8]

## Vedenje

### Oglašanje
Kapski morski medved je družabna žival, ki se oglaša v najrazličnejših okoliščinah. Pokazalo se je, da imajo klici vsakega osebka razpoznavne lastnosti, po katerih se prepoznavajo med seboj. To je še posebej pomembno za vzdrževanje odnosa med materjo in mladičem, ki se pogosto ločita,  ko mati išče hrano v morju, včasih tudi več dni. Po vrnitvi morajo matere poiskati svoje mladiče, pri čemer pomagata tudi vonj in prostorske orientacijske točke.
Pri samcih sta povečanje testosterona in oglašanje povezani z začetkom parjenja. Samci lahko razlikujejo sosednje samce od neznanega samca, ker se napadalneje odzivajo na oglašanje tujcev. Ta razlika v odgovoru je grožnja, ker neznanec ni znan in morda večji od soseda, kar bi lahko bila grožnja pri vzpostavljanju ozemlja.

### Parjenje
Kapski morski medvedi se pogosto zbirajo v kolonijah na kotiščih v številkah od 500 do 1500, vsaj avstralska podvrsta. Čeprav morski medvedi preživijo večino leta v morju, kotišč nikoli popolnoma ne zapustijo, matere in mladiči se vračajo vse leto. Iz kolonije se ne širijo, čeprav so bili nekateri morski medvedi ene kolonije najdeni v drugi. Prave meje med kolonijami ni. Ko so v morju, potujejo v majhnih skupinah. Kapski morski medved se začne pariti v sredini oktobra, ko samci pridejo na obalo, da določijo območje, se šopirijo, oglašajo, dvobojujejo in včasih dejansko borijo.  V tem času ne jedo vsega, dokler parjenje v novembru ali decembru ni končano. Ko pridejo samice, se borijo med seboj za ozemlja, na katerem bodo skotile. Območja samic so manjša od tistih pri samcih in so vedno na njih. Samice na območju samca je mogoče obravnavati kot del njegovega harema. Toda samci ne izbirajo samic, so svobodne pri izbiri svojega partnerja in jih presojajo po vrednosti njihovih ozemelj. 82 % paritev pripada samcem, ki imajo ozemlje neposredno ob vodi. Parjenje med samcem in njegovimi samicami se začne šest dni po tem, ko skotijo svoje mladiče, spočete v prejšnjem letu. Pri afriški podvrsti ugnezditev blastociste traja štiri mesece, pri avstralski podvrsti pa tri mesece. Brejost kapskega morskega medveda traja v povprečju 11,75 meseca.
Po parjenju samice začnejo iskati hrano v morju, a so nekaj dni na kopnem, da negujejo mladiče. Približno sedem dni pozimi in približno štiri dni poleti in jeseni iščejo hrano za mladiče. Ko se mati vrne, nahrani svojega mladička, ki glasno kliče, da bi privabil vse bližnje mladiče, a mati se odziva le na svojega mladiča. Samica morda lahko prepozna svojega mladiča po vonju. Ko ostanejo sami, se mladiči zbirajo v skupinah in igrajo. Mladiči so običajno odstavljeni, ko so stari 4–6 mesecev.

## Človekov vpliv
Ta vrsta je v vodi radovedna in prijazna ter pogosto spremlja potapljače. Nekaj minut plavajo okoli potapljačev, celo na globini 60 m. Na kopnem so veliko manj sproščeni in se bojijo, če se jim približajo ljudje.
Kapskega morskega medveda so med letoma 1798 in 1825 lovili za komercialne namene. Lov na morske medvede je Avstralija ustavila leta 1923 in še vedno okrevajo ter povzročajo vse večje spore z ribiči iz Južne Avstralije, saj se njihovo območje razširjenosti veča. Kotišča in prostori za poležavanje so zaščiteni z zakonom. Kapski morski medvedi so zelo močni in zdravi. Lov je bil v Južni Afriki prepovedan leta 1990.
V Namibiji še vedno lovijo kapskega morskega medveda. V nekaterih državah izdajajo dovoljenja za ubijanje mladičev zaradi njihovega razkošnega krzna in odraslih samcev zaradi njihovih spolovil, ki veljajo za afrodiziak. V Namibiji naj bi omejili število morskih medvedov zaradi domnevnega vpliva na ulov rib. Raziskave okoljevarstvenih skupin to izpodbijajo.